# Anicla tepperi
Anicla tepperi là một loài bướm đêm thuộc họ Noctuidae. Loài này có ở miền đông Manitoba phía tây đến Alberta, phía bắc đến Lloydminster và phía nam đến miền nam Colorado.
Sải cánh dài 36–40 mm. Con trưởng thành bay từ tháng 6 đến tháng 7 tùy theo địa điểm. Có một lứa một năm.
Ấu trùng ăn các loài Poaceae.